# Нитерой
Нитеро́й (порт. Niterói) — муниципалитет в Бразилии, входит в штат Рио-де-Жанейро. Составная часть мезорегиона Агломерация Рио-де-Жанейро. Входит в экономико-статистический микрорегион Рио-де-Жанейро. Население составляет 474 002 человека на 2007 год. Занимает площадь 129,375 км². Плотность населения — 3663,8 чел./км².

## История
Город основан 22 ноября 1573 года.

## Статистика
- Валовой внутренний продукт на 2005 год составляет 6 884 677 тыс. реалов (данные: Бразильский институт географии и статистики).
- Валовой внутренний продукт на душу населения на 2005 год составляет 14 524,57 реала (данные: Бразильский институт географии и статистики).
- Индекс развития человеческого потенциала на 2007 год составляет 0,902 (данные: Программа развития ООН).

## География
Расположен у входа в бухту Гуанабара, на её восточном берегу, напротив города Рио-де-Жанейро.
Климат местности: тропический атлантический.

## Достопримечательности
- Визитная карточка Нитероя — здание Музея современного искусства, похожее на летающую тарелку, — одно из наиболее известных произведений бразильского архитектора Оскара Нимейера;
- Музей Антониу Паррейраса.

## Галерея

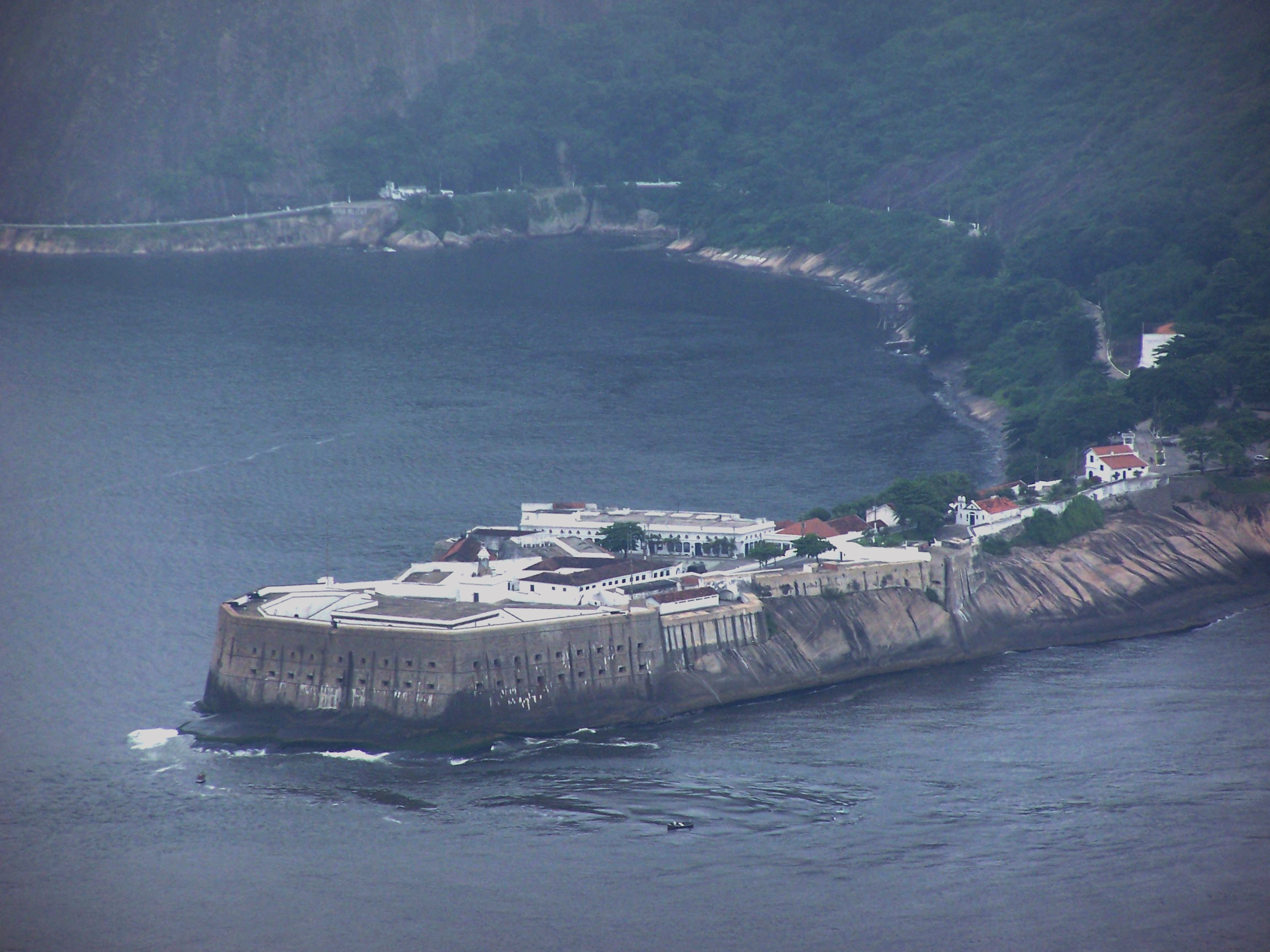
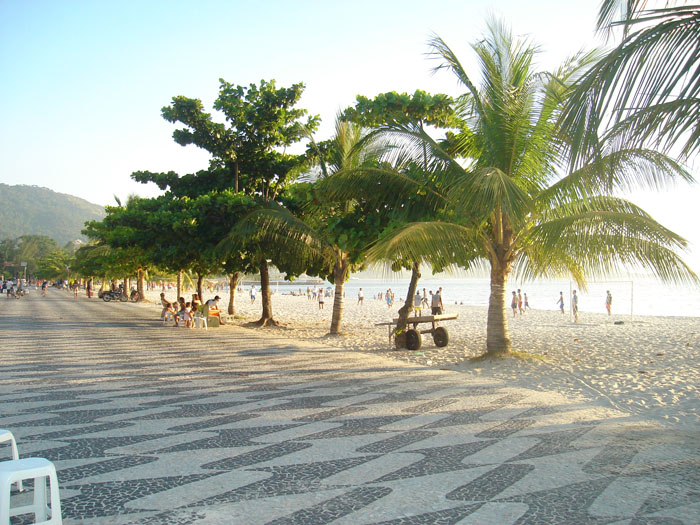
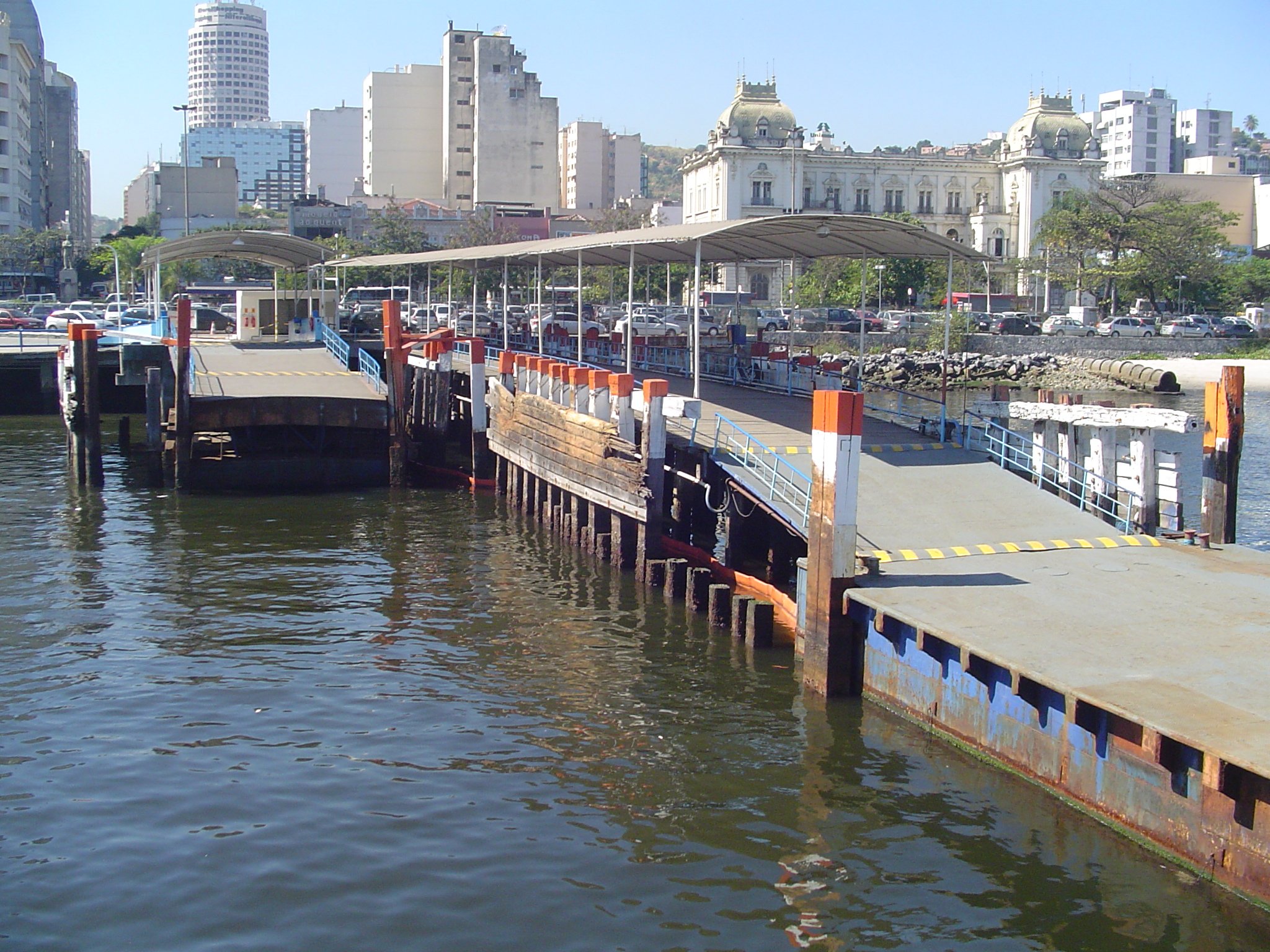
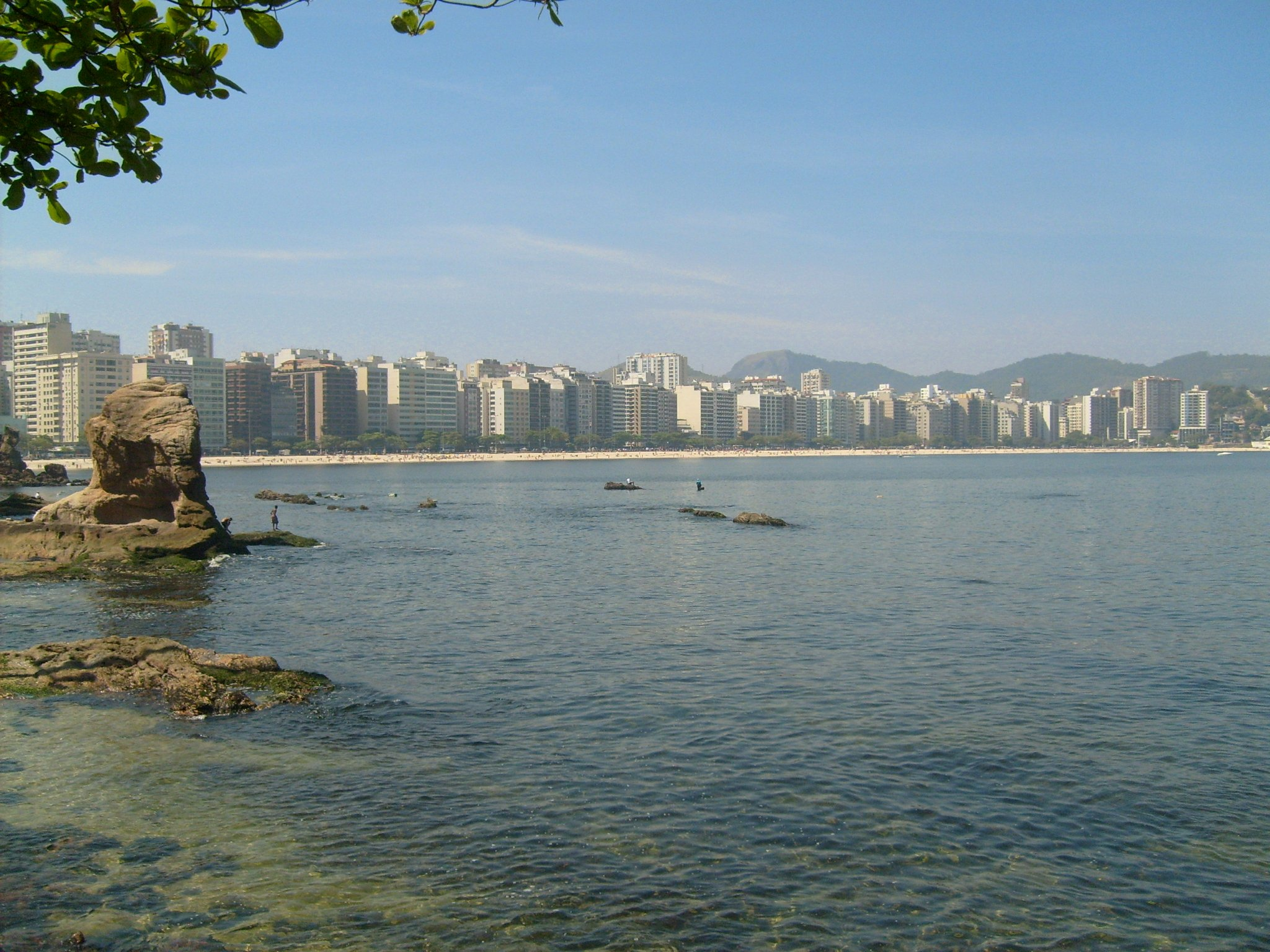
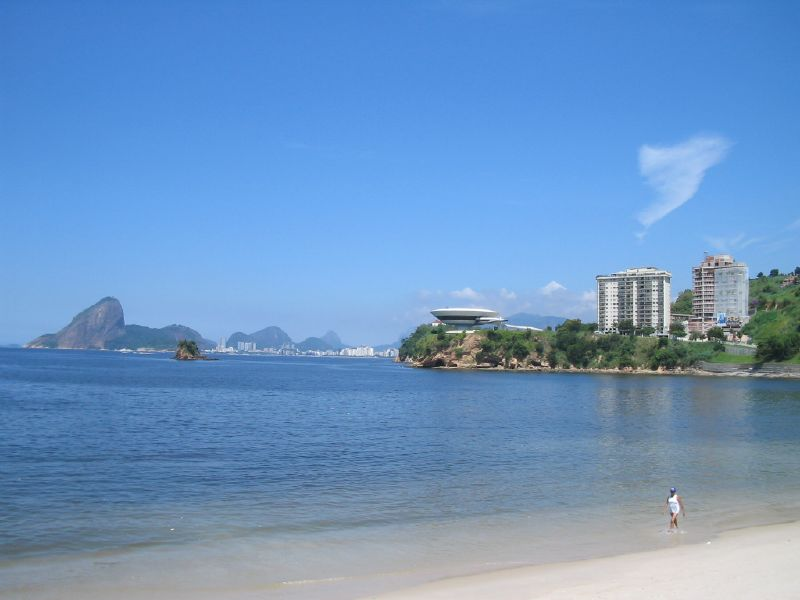
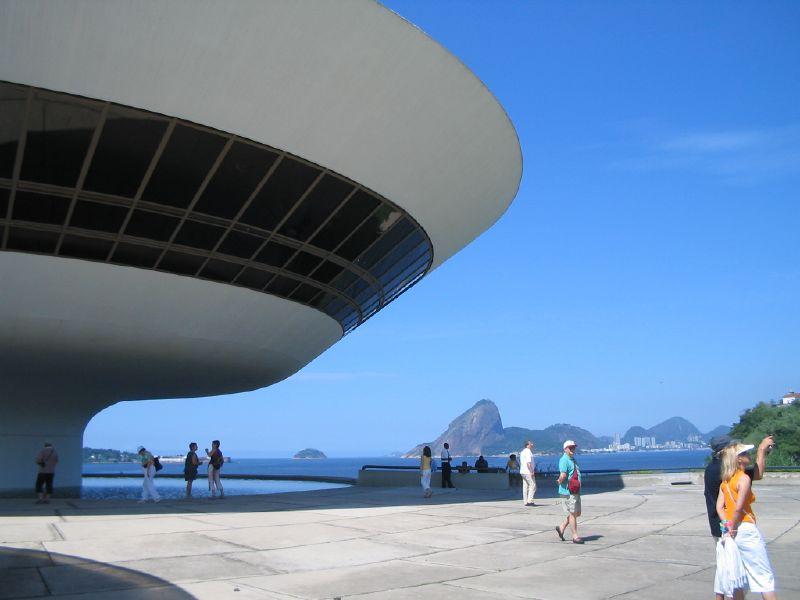
Музей современного искусства
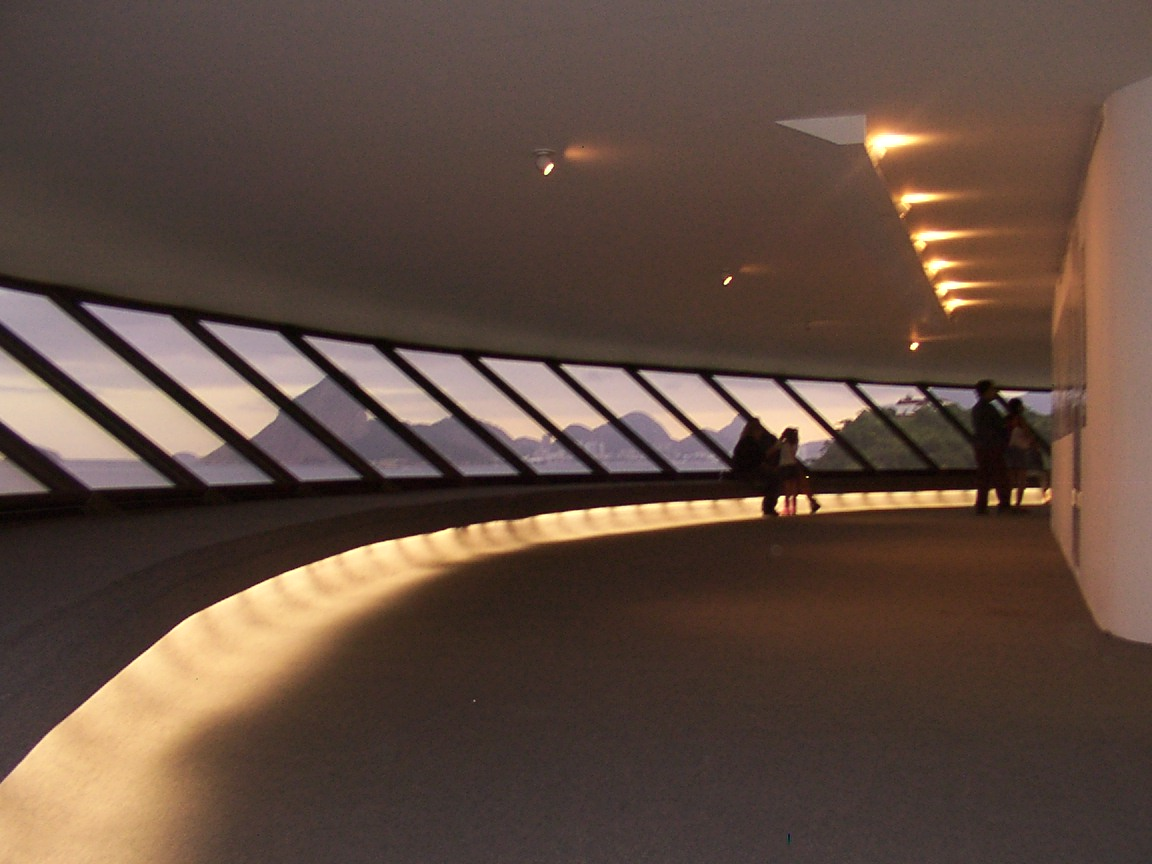
Музей современного искусства – внутри
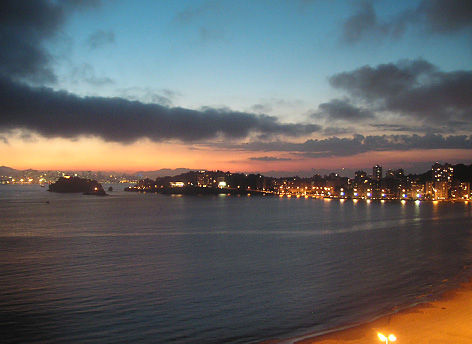
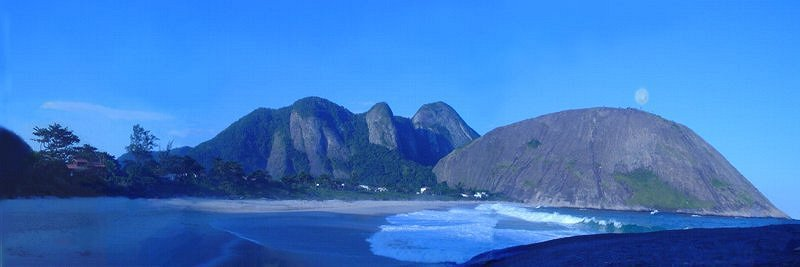
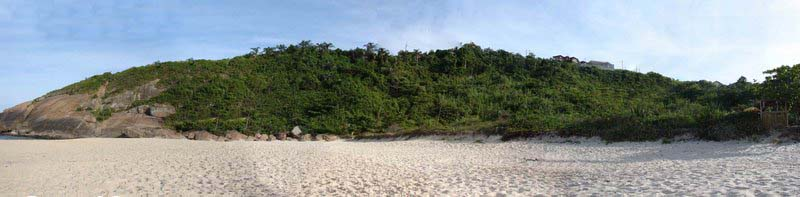
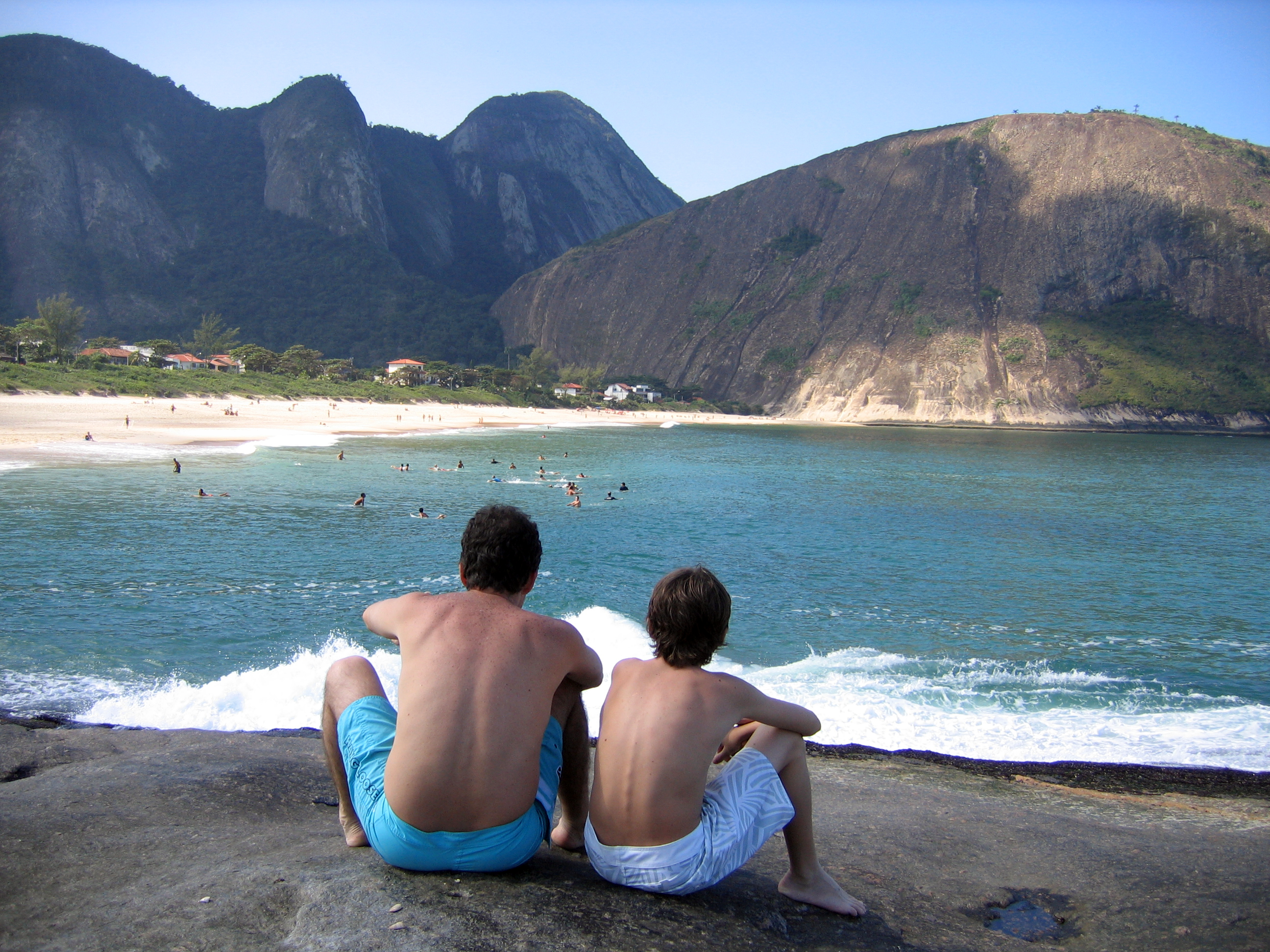
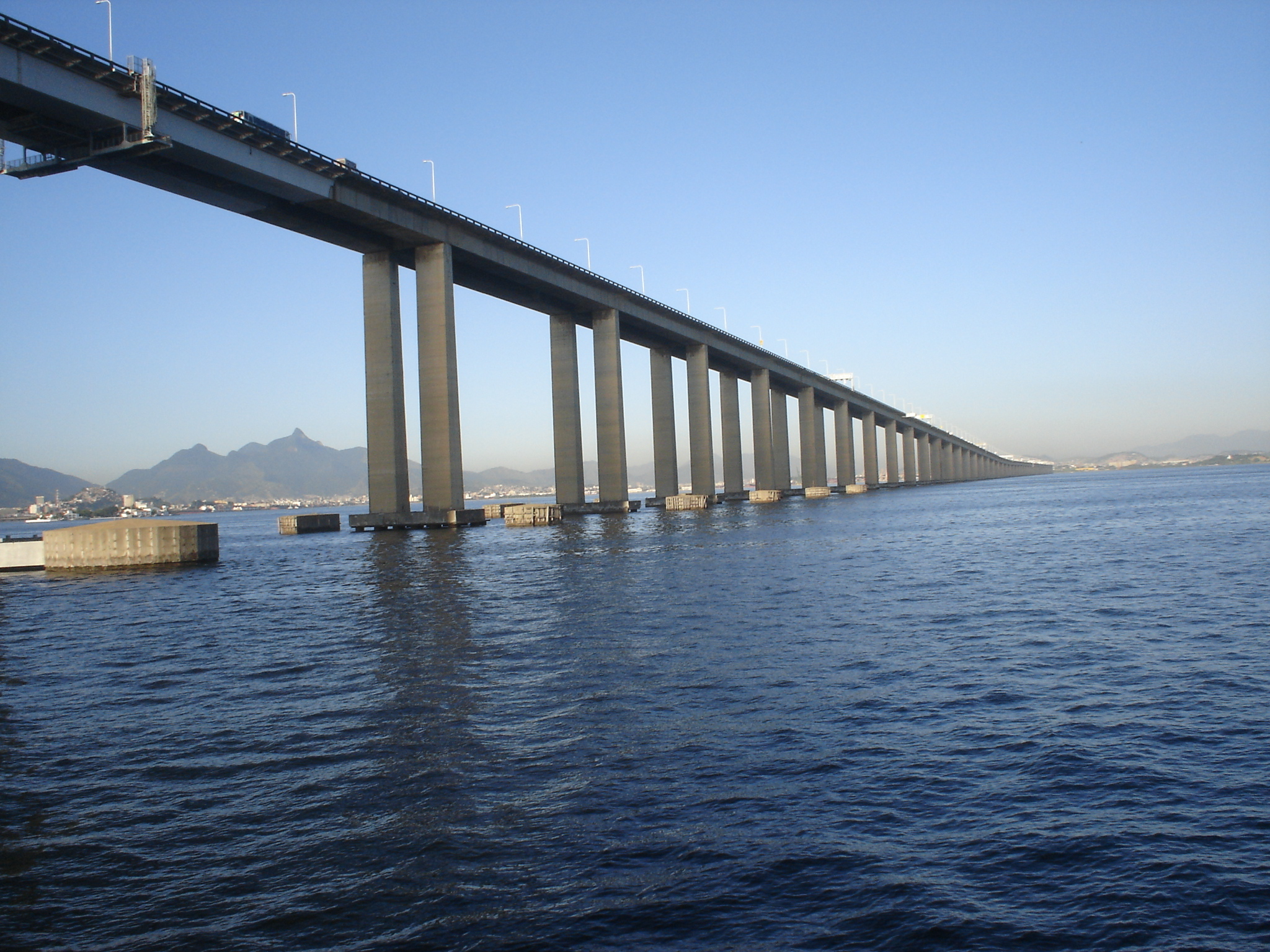
Мост Рио – Нитерой